# ほのまる
ほのまるは、日本のお笑いコンビ。所属事務所は吉本興業。2009年12月結成。東京NSC14期生。よしもと鳥取県住みます芸人。

## メンバー
向井 登志彦（むかい としひこ）
1981年9月21日生。ツッコミ担当、NSC東京校14期生、鳥取県米子市出身、血液型はB型。
趣味・特技は地図を見る、宇宙のことを考える、水泳、パン作り。
2014年7月20日に行われた第34回 全日本トライアスロン皆生大会にリレーの部『BSSプラスよしもと』の一員としてスイム3kmに出場し、54分25秒で完泳した。
2015年7月19日に行われた第35回 全日本トライアスロン皆生大会にリレーの部『BSSプラスよしもと』の一員としてスイム3kmに出場し、1時間00分43秒で完泳した。
2021年5月に全国手話検定試験4級に合格。
岡田 康秀（おかだ やすひで）
1986年10月22日生。ボケ担当、NSC東京校14期生、神奈川県横浜市出身、血液型はB型。
趣味・特技は電機の雑誌を見る、パソコン全般。

## 概説
- 2010年12月30日にコンビを結成。
- 2012年12月から「あなたの街に住みますプロジェクト」で「鳥取県住みます芸人」として活動している。

## 現在の活動
- 2013年10月3日より鳥取県鳥取市の鳥取市観光大使として活動している。
- 2014年3月2日より鳥取県東伯郡北栄町の北栄町ふるさと大使として活動している。
- 2016年3月よりwebマガジン『鳥取マガジン』の運営に参加。クリスマス、節分などに保育所・デイサービス施設をボランティアで訪問している。
- 2019年6月より『クラフトビールで住みます芸人』として活動している。

## 出演中の番組

### テレビ
- Chukai 情報広場 パルディア (中海テレビ放送)
- 元気でしあわせ (なんぶSANチャンネル)
- ののちゃん・ほのまるの南部探訪 (なんぶSANチャンネル)
- パワフルキッズ応援団 (中海テレビ放送) (岡田のみ)
- 初耳!ウルトラローカルクイズ (中海テレビ放送) (向井のみ)
- とっとりウォーキング (いなばぴょんぴょんネット)
- 鳥取ふしぎ発見! (鳥取県ケーブルテレビ協議会)

### ラジオ
- 『ほのまるの はす向かいのナイスガイ!』 (DARAZ FM) - 火曜日19:00〜20:00レギュラーパーソナリティとして出演中。